# 제군
제군(齊郡)은 중국의 옛 군으로, 제후왕국으로서는 제국(齊國)이라 한다. 진나라가 시황 26년(기원전 221년) 제나라를 멸하고 서울 임치 주변을 관할하는 임치군(臨菑郡)을 둔 것을 시작으로 하며, 이때부터 이 군의 치소는 임치였다. 전한에서 한신을 제왕으로 봉하면서 제나라의 수도 임치 주변의 군이므로 제나라의 내사지가 됐고, 이 내사지가 제나라 폐지 후 제군이 됐다.

## 전한
고제 5년(기원전 202년) 한신이 제나라에서 초나라로 옮겨 봉해지고 제나라가 폐해지면서, 제나라의 서울 지역은 임치군(臨淄郡)이 됐다. 고제 6년(기원전 201년) 고제의 서장자 유비가 제왕으로 봉해지면서 제나라의 내사지가 됐다. 제문왕 유칙이 기원전 165년에 후사 없이 죽어 제나라가 폐지돼 제나라의 내사지는 다시 임치군이 됐다. 기원전 164년 제나라를 분할 부활하면서 임치군을 둘로 나눠 동부는 치천국으로 분리됐고 서부만이 제나라가 됐으며 옛 제나라의 지군들은 모두 독립 왕국이 됐다. 기원전 127년 제여왕 유차창이 죄를 짓고 자결해 제나라를 폐지하고 제군을 설치하면서 임치군이 아닌 제군이라는 군 명칭이 이후에도 계속된다. 원수 6년(기원전 117년) 제회왕 유굉이 봉해지면서 다시 제나라가 됐고 제회왕이 8년(기원전 110년)에 죽으면서 제군이 됐다.
청주에 속하였으며, 원시 2년(2년)의 인구조사에 따르면 호구 154,826호, 인구 554,444명이었다. 아래의 속현 목록은 《한서》지리지의 내용이다. 원연·수화 연간(기원전 8년 무렵)의 현황으로 여겨지며, 총 12현(6현 6후국)이다. 일반적으로 첫 현이 치소로 여겨진다.
| 이름     | 한자     | 대략적 위치                                   | 비고 |
| -------- | -------- | --------------------------------------------- | --- |
| 임치현   | 臨淄縣   | 쯔보시 린쯔구 제도진(齊都鎭) 동쪽 임치고성    | 사상보(師尙父)가 봉해진 곳으로 영구(營丘)이다. 여수(如水)가 북서에서 양추(梁鄒)에 이르러 제수(泲水)로 들어간다. 복관(服官)과 철관(鐵官)이 있었다. |
| 창국현   | 昌國縣   | 쯔보시 쯔촨구 쌍양진(雙楊鎭) 동남             | 덕회수(德會水)가 북서로 서안(西安)에 이르러 여수로 들어간다.                                                                                      |
| 이현     | 利縣     | 빈저우시 보싱현 동                            | |
| 서안현   | 西安縣   | 쯔보시 린쯔구 북고양촌(北高陽村)              | |
| 거정현   | 鉅定縣   | 둥잉시 광라오현 북                            | 마차독수(馬車瀆水)가 거정수에서 갈려나와서 북동으로 낭괴(琅槐)에 이르러 바다로 들어간다.                                                          |
| 광후국   | 廣侯國   | 웨이팡시 칭저우시                             | 위산(爲山)에서 탁수(濁水)가 나와 북동으로 광요(廣饒)에 이르러 거정수(鉅定水)로 들어간다.                                                          |
| 광요후국 | 廣饒侯國 | 둥잉시 광라오현과 웨이팡시 서우광시 교외 일대 | |
| 소남현   | 昭南縣   | ?                                             | |
| 임구후국 | 臨朐侯國 | 웨이팡시 린추현                               | 봉산사(逢山祠)가 있고, 석고산(石膏山)에서 상수(洋水)가 나와 북동으로 광요에 이르러 거정수로 들어간다.                                             |
| 북향후국 | 北鄕侯國 | 쯔보시 북동과 둥잉시 광라오현 남 일대         | |
| 평광후국 | 平廣侯國 | ?                                             | |
| 대향후국 | 臺鄕侯國 | 웨이팡시 서우광시 북동?                       | |

## 신
군의 이름을 제남군(濟南郡)으로 고치고 다음 현의 이름을 고쳤다.
| 전한 | 신         |
| ---- | ---------- |
| 임치 | 제릉(齊陵) |
| 이   | 이치(利治) |
| 서안 | 동녕(東寧) |
| 임구 | 감구(監胊) |
| 북향 | 우취(禺聚) |

## 후한
43년(후한 광무제 건무 19년), 제무왕 유인의 아들 유장(劉章)이 제왕으로 책봉되면서 다시 제국(齊國)으로 승격되었다. 후한대 제국은 140년(후한 순제 영화 5년)기준 6현 64,415호 491,765명을 거느렸다.
| 현명   | 한자   | 대략적 위치                                | 비고 |
| ------ | ------ | ------------------------------------------ | --- |
| 임치현 | 臨菑縣 | 쯔보시 린쯔구 제도진(齊都鎭) 동쪽 임치고성 | 청주자사의 치소가 있었다. |
| 서안현 | 西安縣 | 쯔보시 린쯔구 북고양촌(北高陽村)           | 현 동쪽에 극리정(棘里亭)이 있었다. 그리고 현 내에 거구리(蘧丘里), 고거구(古渠丘)가 있었다.                                                 |
| 창국현 | 昌國縣 | 쯔보시 쯔촨구 쌍양진(雙楊鎭) 동남          | |
| 임구현 | 臨朐縣 | 웨이팡시 린추현                            | 현내에 삼정(三亭)과 병나라(郱)의 옛 읍이 있었다. 두예는 병나라의 읍은 현 동남쪽에 있다고 했고, 응소는 백씨(伯氏)의 읍이 있었다고 기록했다. |
| 광현   | 廣縣   | 웨이팡시 칭저우시                          | |
| 반양현 | 般陽縣 | 쯔보시 쯔촨구                              | 본래 제남군에 속했다. |

## 위진
239년(위 명제 경초 3년), 관구검이 요동군의 공손연을 격파한 이후 동답현, 문현, 북풍현의 주민들이 본군으로 강제 이주되면서 신답, 신문, 남풍의 3개 현이 신설되기도 했다. 서진이 세워진 이후, 광현이 동관군으로 이속되었고, 반양, 익도, 신문, 남풍, 신답의 5개 현이 폐지되었다. 280년(서진 무제 태강 원년)이후의 제국은 5현 14,000호를 거느렸다. 영가의 난무렵에는 군벌 왕미의 세력권으로 편입되었다가, 그가 석륵에게 정복당하면서 후조의 땅으로 편입되었다.
| 현명     | 한자     | 대략적 위치                                 | 비고 |
| -------- | -------- | ------------------------------------------- | --- |
| 임치현   | 臨淄縣   | 쯔보시 린쯔구 제도진(齊都鎭) 동쪽 임치고성  | 청주자사의 치소가 있었다. 그러나 청주 일대를 점령한 후조가 본현에 있던 자사부를 311년(진 회제 영가 5년), 왕미의 부관이자 청주자사를 자칭했던 조억(曹嶷)이 세운 광고성(廣固城)으로 옮겼다. |
| 서안현   | 西安縣   | 쯔보시 린쯔구 북고양촌(北高陽村)            | 현 경내에 극리정(棘裏亭)이 있었다. |
| 동안평현 | 東安平縣 | 쯔보시 린쯔구 황성진(皇城鎭)                | 위나라때 제남군에서 본군으로 내속되었다. 여수(汝水)가 현내에서 동북쪽으로 흐른다. |
| 광요현   | 廣饒縣   | 둥잉시 광라오현 임가대영촌(任家大營村) 동남 | |
| 창국현   | 昌國縣   | 쯔보시 쯔촨구 쌍양진(雙楊鎭) 동남           | 악의가 봉읍으로 받은 곳이다. |

## 유송
410년(진 안제 의희 6년), 유유가 남연을 멸망시키면서 제군은 남조의 땅이 되었다. 그러나 명제시기 북위의 침공으로 회수 이북지방을 상실하면서 제군은 북조의 땅으로 편입되었다. 유송대 제군은 7현 7,346호 14,889명을 거느렸다.
| 현명   | 한자   | 대략적 위치                                  | 민정   | 비고 |
| ------ | ------ | -------------------------------------------- | ------ | --- |
| 임치현 | 臨淄縣 | 쯔보시 린쯔구 제도진(齊都鎭) 동쪽 임치고성   | 령(令) | 남연을 정복한 남조는 오호 십육국시대때 청주의 치소가 있었던 광고성에 남청주(南青州), 동양성(東陽城)에 북청주(北青州)를 두었으나, 이 2개 주를 합한 뒤 임치에 자사부를 두었다. 그러나 455년(유송 효무제 효건 2년) 자사부의 치소가 역성(歷城)으로 옮겨지면서 청주의 중심지에서 벗어났다. |
| 서안현 | 西安縣 | 쯔보시 린쯔구 북고양촌(北高陽村)             | 령(令) | |
| 안평현 | 安平縣 | 쯔보시 린쯔구 황성진(皇城鎭)                 | 령(令) | 345년(후조 무제 건무 11년, 혹은 동진 목제 영화 원년) 동안평현이 지금의 이름으로 개명되었다. |
| 반양현 | 般陽縣 | 웨이팡시 린추현 동도화촌(東桃花村) 서남 일대 | 령(令) | 424년(유송 문제 원가 원년) 치소가 쯔촨구 일대에서 웨이팡시 린추현 동남쪽 일대로 옮겨졌다. |
| 광요현 | 廣饒縣 | 둥잉시 광라오현 임가대영촌(任家大營村) 동남  | 령(令) | |
| 창국현 | 昌國縣 | 웨이팡시 린추현                              | 령(令) | 421년(유송 무제 영초 2년) 쯔보시 쯔촨구 서남쪽에 있던 치소가 린추현으로 옮겨졌다. |
| 익도현 | 益都縣 | 웨이팡시 서우광시 익성촌(益城村)             | 령(令) | |

## 북위 ~ 북제
송 명제시기 회수 이북의 여러 군현을 점령하면서 북위의 땅으로 편입되었다. 북위때 제군은 9현 30,848호 82,100명을 거느렸다. 태수의 치소는 본래 임치현에 두었으나, 북제시기인 556년(북제 문선제 천보 7년) 익도현의 치소가 광고성이 있던 지금의 칭저우시로 옮겨졌다.
| 현명   | 한자   | 대략적 위치                                          | 비고 |
| ------ | ------ | ---------------------------------------------------- | --- |
| 임치현 | 臨淄縣 | 쯔보시 린쯔구 제도진(齊都鎭) 동쪽 임치고성           | 현내에 공손씨 일가의 무덤(公孫接冢), 안영의 무덤(晏嬰冢), 제 장공의 무덤(齊莊公冢), 영구(營丘), 제대(臺5), 요산사(堯山祠)가 있었다. 556년 폐지되었다. |
| 창국현 | 昌國縣 | 웨이팡시 린추현                                      | 현내에 기신총(紀信冢)이 있었다. |
| 익도현 | 益都縣 | 웨이팡시 서우광시 익성촌(益城村) → 웨이팡시 칭저우시 | 현내에 조실(釣室)이 있었다. 556년 치소가 서우광시에서 청주자사부가 있던 동양성 일대(現 칭저우시)로 옮겨졌다.                                          |
| 반양현 | 般陽縣 | 웨이팡시 린추현 동도화촌(東桃花村) 서남 일대         | 현내에 주허성(朱虛城), 대현산(大峴山), 증산(甑山), 거평산(鉅平山), 태산사(太山祠)이 있었다.                                                           |
| 평창현 | 平昌縣 |                                                      | 473년(북위 효문제 연흥 3년) 성양군에서 본군으로 편입되었다.                                                                                           |
| 광요현 | 廣饒縣 | 둥잉시 광라오현 임가대영촌(任家大營村) 동남          | 현내에 오두산(吳頭山)이 있었다. |
| 서안현 | 西安縣 | 쯔보시 린쯔구 북고양촌(北高陽村)                     | 현내에 봉산(逢山), 팔사산(八士山)이 있었다. 556년 폐지되었다.                                                                                         |
| 안평현 | 安平縣 | 쯔보시 린쯔구 황성진(皇城鎭)                         | 현내에 부부산(覆釜山)이 있었다. 556년 폐지되었다. |
| 광천현 | 廣川縣 |                                                      | 현내에 우산(牛山), 중부총(仲父冢), 흑산(黑山), 석연산(石硯山), 제환공의 묘(齊桓公冢), 4호총(四豪冢)이 있었다.                                         |

## 수
《수서》 지리지에 같은 이름의 군이 언급되긴 하나, 지리지속 제군은 북제 때 치소가 동양성일대로 옮겨진 제군과 다르다. 이 제군은 469년(북위 헌문제 황흥 3년), 제남군일대였던 역성(曆城)에서 설치된 제주에서 비롯되었기 때문이다. 본래의 제군은 수나라가 군현제를 폐지하고 주현제를 실시하면서 청주에 통폐합되었다. 수나라 때의 제군은 제주 (북위)문서를 참조할 것.